# Tullamore
Tullamore (irl. Tulach Mhór) – miasto w Irlandii, siedziba hrabstwa Offaly, liczące 11 346 mieszkańców (2011). Ośrodek przemysłowy. Rodzinne miasto byłego premiera Irlandii, Briana Cowena oraz Europejskiej Rzeczniki Praw Obywatelskich Emily O'Reilly.
Znane także z produkcji irlandzkiej whiskey Tullamore Dew.